# Distretto di Žumgal
Il distretto di Žumgal (in kirghiso Жумгал району?, Jumgal rayonu) è un distretto (raion) del Kirghizistan con  capoluogo Čaek.